# 26686 Ellenprice
26686 Ellenprice este un asteroid din centura principală de asteroizi.

## Descriere
26686 Ellenprice este un asteroid din centura principală de asteroizi. A fost descoperit pe 18 martie 2001 la Socorro, New Mexico, în cadrul proiectului LINEAR. Asteroidul prezintă o orbită caracterizată de o semiaxă mare de 2,41 ua, o excentricitate de 0,18 și o înclinație de 1,6° în raport cu ecliptica.